# Журавлине (Вараський район)
Журавли́не — село в Україні, у Вараській громаді Вараського району Рівненської області. Населення становить 484 осіб.

## Географія
Селом пролягає автошлях Т 1808.

## Населення
За переписом населення 2001 року в селі мешкали 482 особи. 100 % населення вказали своєї рідною мовою українську мову.